# Hermann Schlegel
Hermann Schlegel (10. juni 1804 i Altenburg – 17. januar 1884) var en tysk zoolog.
Schlegel var søn af en messingsmed. Faderen samlede på sommerfugle, og vakte Hermanns interesse for naturen. Et fund af en musvåge betød, at han blev interesseret i fugle, og kom til at møde Christian Ludwig Brehm. Efter at have arbejdet for faderen i en periode, drog han til Wien og i 1824 overværede Schlegel forelæsninger af Johann Jakob Heckel og Leopold Fitzinger. Et anbefalingsbrev fra Brehm førte til, at han blev ansat ved Naturhistorisches Museum.
Efter et år blev han opfordret til at kontakte Coenraad Jacob Temminck, som var direktør ved det naturhistoriske museum i Leiden og Schlegel begyndte hér som Temmincks assistent, og arbejdede indledningsvis mest med krybdyr. Senere beskæftigede han sig også med andre dyregrupper, og da Temminck døde i 1858, overtog Schlegel jobbet som direktør ved museet.